# Cosmo Jarvis

Harrison Cosmo Krikoryan Jarvis, connu sous le nom de Cosmo Jarvis, est un acteur et ancien musicien anglais. Il a joué dans les films Lady Macbeth (2016), Calm with Horses (2019), Persuasion (2022) et Warfare (2025). En 2024, il a incarné John Blackthorne dans la série dramatique historique Shōgun.

## Biographie

### Jeunesse
Harrison Cosmo Krikoryan-Jarvis est né dans le New Jersey, aux États-Unis, d'une mère Arméno-Américains et d'un père Britannique. Plus tard, sa famille s'installe à Totnes, dans le Devon, en Angleterre.

### Carrière

#### Musique
Cosmo Jarvis commence une carrière de chanteur, au milieu des années 2000. Le 16 novembre 2009, il sort son premier album Humasyouhitch / Sonofabitch. Si l'ensemble est à tonalité pop et rock, l'album inclut d'autres genres tels que le rap, le hip-hop, le folk ou encore la country.
Le 26 septembre 2011, son deuxième album Is The World Strange or Am I Strange ?. Un an plus tard, un troisième album Think Bigger.

#### Cinéma
A la fin des années 2000, Cosmo Jarvis amorce en parallèle une carrière d'acteur. Il prête la voix au vieil homme dans son premier court métrage The Alley Way, ainsi que son premier long métrage The Naughty Room, en tant que scénariste et réalisateur.
En 2015, il apparaît dans le thriller MI-5 Infiltration (Spooks: The Greater Good) de Bharat Nalluri.
En 2016, il se fait connaître avec le rôle de Sebastian, le palefrenier et amant de Katherine — jouée par Florence Pugh, dans le film dramatique The Young Lady (Lady Macbeth) de William Oldroyd. Son rôle lui vaut une nomination pour le prix de l'acteur le plus prometteur aux British Independent Film Awards.
En 2019, il rejoint la série Peaky Blinders pour la cinquième saison : il y interprète Barney, un ami de longue de date de Thomas Shelby (Cillian Murphy) et excellent tireur d'élite, qui le rejoint dans sa lutte contre le fasciste Oswald Mosley (Sam Claflin).
En 2020, il tient le rôle principal du premier long métrage Calm with Horses de Nick Rowland, dans lequel il incarne Douglas « Arm » Armstrong, ancien boxeur reconverti en homme de main d'une puissante famille criminelle irlandaise.
En 2021, il prête également ses traits au calme et ténébreux Pete, dont le comportement change radicalement lorsqu'il rencontre la jeune Laurie (Lauren Coe), de 17 ans sa cadette, dans le premier long métrage Nocturnal de Nathalie Biancheri.
En 2022, il intègre la distribution du film dramatique Persuasion de la réalisatrice britannique Carrie Cracknell — au côté de Dakota Johnson et Henry Golding, inspiré du roman éponyme de Jane Austen et diffusé sur Netflix.

## Filmographie

### Cinéma

#### Longs métrages
- 2012 : The Naughty Room de lui-même : Todd Kennedy
- 2015 : MI-5 Infiltration (Spooks: The Greater Good) de Bharat Nalluri : Dani Tasuev
- 2016 : The Habit of Beauty de Mirko Pincelli : Jerome
- 2016 : The Young Lady (Lady Macbeth) de William Oldroyd : Sebastian
- 2016 : Monochrome de Thomas Lawes : Gabriel Lenard
- 2017 : The Marker de Justin Edgar : Steve
- 2018 : Annihilation d'Alex Garland : un soldat des Opérations Spéciales
- 2018 : Hunter Killer de Donovan Marsh : l'opérateur du sondeur à ultrasons
- 2018 : Farming d'Adewale Akinnuoye-Agbaje : Jonesy
- 2020 : Calm with Horses de Nick Rowland : Douglas « Arm » Armstrong
- 2019 : Nocturnal de Nathalie Biancheri : Pete
- 2020 : The Evening Hour de Braden King : Terry Rose
- 2020 : Funny Face de Tim Sutton : Saul
- 2022 : Persuasion de Carrie Cracknell : le capitaine Frederick Wentworth
- 2025 : Warfare de Ray Mendoza et Alex Garland : Elliott Miller
- 2025 : The Alto Knights de Barry Levinson : Vincent Gigante

#### Courts métrages
- 2009 : The Alley Way de lui-même : le vieil homme (voix)
- 2012 : Motorcycle Sweden d'A.J. Johnston
- 2020 : FOG de Shan Christopher Ogilvie : Charlie

### Télévision

#### Séries télévisées
- 2016 : Moving On : Verno 14 (saison 7, épisode 1 : Taxi for Linda)
- 2016 : Humans : Martin (saison 2, épisode 3)
- 2016 : My Mother and Other Strangers : le lieutenant Steiger (mini-série, 2 épisodes)
- 2017 : Les Enquêtes de Vera (Vera) : Woody (saison 7, épisode 4 : The Blanket Mire)
- 2019 : Peaky Blinders : Barney (3 épisodes)
- 2020 : Raised by Wolves : Campion Sturges (3 épisodes)
- 2024 : Shōgun : John Blackthorne

## Discographie

### Albums
- 19 Songs By Cosmo Jarvis (2006)
- Humasyouhitch/Sonofabitch (en) (2009)
- Think Bigger (2012)
- They Don't Build Hearts Like They Used To - 4 Track E.P (2013)
- Think Bigger - (2020 Deluxe Edition) (2020)

### Singles
| Année | Single                     | Chart | Chart | Chart | Chart | Album                                 |
| Année | Single                     | UK    | IRL   | EU    | US    | Album                                 |
| ----- | -------------------------- | ----- | ----- | ----- | ----- | ------------------------------------- |
| 2009  | She's Got You              | —     | —     | —     | —     | Humasyouhitch/Sonofabitch             |
| 2009  | Problems/You Got Your Head | —     | —     | —     | —     | Humasyouhitch/Sonofabitch             |
| 2010  | Crazy Screwed Up Lady      | —     | —     | —     | —     | Humasyouhitch/Sonofabitch             |
| 2011  | Gay Pirates                | —     | —     | —     | —     | Is the World Strange or Am I Strange? |
| 2011  | Sure as Hell Not Jesus     | —     | —     | —     | —     | Is the World Strange or Am I Strange? |
| 2011  | My Day                     | —     | —     | —     | —     | Is the World Strange or Am I Strange? |
| 2011  | She Doesn't Mind           | —     | —     | —     | —     | Is the World Strange or Am I Strange? |
| 2012  | Love This                  | —     | —     | —     | —     | Think Bigger                          |
| 2013  | Collaborating With Rihanna | —     | —     | —     | —     | Single                                |
| 2020  | Tell Me Who To Be          |       |       |       |       | Think Bigger - (2020 Deluxe Edition)  |

## Distinctions

### Nominations
- British Independent Film Awards 2017 : prix de l'acteur le plus prometteur pour The Young Lady (Lady Macbeth)[5].
- British Independent Film Awards 2020 : meilleur acteur pour Calm with Horses